# Bonavista (Terranova y Labrador)
Bonavista es un pueblo canadiense situado en la provincia de Terranova y Labrador.

## Superficie
Bonavista tiene una superficie de 31,56 km².

## Demografía
En 2021, tenía 3190 habitantes, una densidad poblacional de 101,1 hab./km², y 1732 viviendas.